# Chemin de fer de Bristol et de Gloucestershire

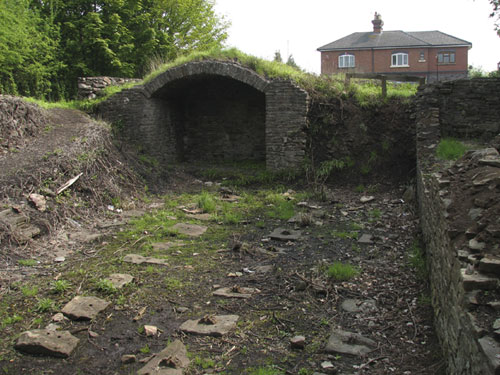
Restes d'une route.

Le chemin de fer de Bristol et de Gloucestershire fut d'abord un chemin de fer minéral, ouvert au public en deux étapes, en 1832 et 1834, qui reliait des houillères près de Coalpit Heath avec Bristol, à la rivière Avon. 
Ce chemin de fer ne doit pas être confondu avec le  Bristol et Gloucester Railway, qui a été ouvert plus tard en 1844 .

## Sources
- (en) Cet article est partiellement ou en totalité issu de l’article de Wikipédia en anglais intitulé « Bristol and Gloucestershire Railway » (voir la liste des auteurs).